# Championnat d'Algérie de football 2009-2010
Navigation
Division 1
2008-2009 Ligue 1
2010-2011
Le championnat d'Algérie de football 2009-2010 est la 48e édition du championnat d'Algérie de football. Cette édition est organisée en une seule poule de 18 équipes.
Le MC Alger remporte son septième titre de champion d'Algérie.

## Équipes
| \| JSMB JSK USMAn WAT CABBA ESS MCO CAB MCEE ASO MSPB ASK USMB Clubs d'Alger \| Localisation des clubs engagés dans le championnat. |
| JSMB JSK USMAn WAT CABBA ESS MCO CAB MCEE ASO MSPB ASK USMB Clubs d'Alger                                                           |

### Participants et location
Légende des couleurs
- Qualifié pour la Ligue des champions de la CAF 2010
- Qualifié pour la Coupe de la confédération 2010
- Promu de Division 2 2008-2009

| Club                  | Dernière montée | Classement 2008-2009 | Stade                       | Capacité |
| --------------------- | --------------- | -------------------- | --------------------------- | -------- |
| AS Khroub             | 2007            | 12                   | Stade Abed-Hamdani          | 8 000    |
| ASO Chlef             | 2002            | 9                    | Stade Mohamed-Boumezrag     | 18 000   |
| CA Batna              | 2009            | 3 (D2)               | Stade du 1er-Novembre-1954  | 20 000   |
| CA Bordj Bou Arreridj | 2001            | 7                    | Stade du 20-Août-1955       | 10 000   |
| CR Belouizdad         | 1989            | 4                    | Stade du 20-Août-1955       | 12 000   |
| ES Sétif              | 1997            | 1                    | Stade du 8-Mai-1945         | 25 000   |
| JS Kabylie            | 1969            | 2                    | Stade du 1er-Novembre-1954  | 20 000   |
| JSM Béjaïa            | 2006            | 3                    | Stade de l'Unité Maghrébine | 17 500   |
| MC Alger              | 2003            | 5                    | Stade du 5-Juillet-1962     | 66 000   |
| MC El Eulma           | 2008            | 8                    | Stade Messaoud-Zougar       | 15 000   |
| MC Oran               | 2009            | 2 (D2)               | Stade Ahmed-Zabana          | 35 000   |
| MSP Batna             | 2008            | 14                   | Stade du 1er-Novembre-1954  | 20 000   |
| NA Hussein Dey        | 2002            | 13                   | Stade des Frères Zioui      | 8 000    |
| USM Alger             | 1995            | 6                    | Stade Omar-Hamadi           | 15 000   |
| USM Annaba            | 2007            | 10                   | Stade du 19-Mai-1956        | 50 000   |
| USM Blida             | 1997            | 15                   | Stade Mustapha-Tchaker      | 35 000   |
| USM El Harrach        | 2008            | 11                   | Stade du 1er-Novembre-1954  | 8 000    |
| WA Tlemcen            | 2009            | 1 (D2)               | Complexe sportif Akid Lotfi | 18 000   |

## Résumé de la saison
Le MC Alger fait son retour après dix ans d'absence en tête du championnat. En effet, le club algérois obtient la distinction honorifique de champion d'automne d'Algérie, avec trente-deux points au compteur et un match en moins. Son dauphin, la JS Kabylie, malgré un début de saison raté, parvient à se hisser à la seconde place.
Quant au champion en titre, l'ES Sétif se trouve à la cinquième place du classement avec vingt-six points au compteur, mais deux matchs en moins. Cela s'explique par le fait que le club était engagé sur plusieurs fronts en début de saison.
Tout d'abord son épopée africaine, qui s'est conclu par une finale perdu en Coupe de la confédération 2009 face à la formation malienne du Stade malien. C'est une spécificité des compétitions africaines car les fins de ces tournois coïncident avec le début de saison des championnats nationaux.
Et enfin l'ES Sétif, championne en titre étant automatiquement qualifiée en Coupe nord-africaine des clubs champions, disputa cette compétition qu'elle remporta brillamment face à la formation tunisienne de l'Espérance de Tunis.
Malgré tout, ce club n'est pas loin du podium ce qui en dit long sur sa qualité et son titre de champion d'Algérie 2009.
Le tenant du titre de la Coupe d'Algérie de football, le CR Belouizdad, qui était également engagé en Compétition nord-africaine, a disputé la Coupe Nord-Africaine des vainqueurs de Coupes de forte mauvaise manière en terminant à la dernière place et se trouve en difficulté en championnat.
Le CR Belouizdad, est dans le ventre mou, en deuxième partie de tableau. Il termine la phase aller du championnat pas loin des relégables, à la treizième place avec vingt-deux points au compteur, de mauvais augure pour la Coupe de la CAF qu'il disputera.
L'un des trois promus, le WA Tlemcen, occupe une surprenante troisième place avec vingt-huit points au compteur également. Quant aux deux autres promus, le MC Oran club doyen en première division occupe pour le moment une encourageante huitième place avec vingt-six points au compteur.
Les trois relégués en seconde division sont le NA Hussein Dey, le MSP Batna et le CA Batna. Ce dernier est néanmoins qualifié pour la Coupe de la confédération 2011 en sa qualité de finaliste de la Coupe d'Algérie.

## Classement final
Le classement est établi sur le barème de points suivant : une victoire vaut 3 points, un match nul 1 point et une défaite 0 point.
| Rang | Équipe                   | Pts | J  | G  | N  | P  | Bp | Bc | Diff |
| ---- | ------------------------ | --- | -- | -- | -- | -- | -- | -- | ---- |
| 1    | MC Alger                 | 66  | 34 | 18 | 12 | 4  | 50 | 23 | +27  |
| 2    | ES Sétif T C             | 63  | 34 | 17 | 12 | 5  | 51 | 32 | +19  |
| 3    | JS Kabylie               | 54  | 34 | 15 | 9  | 10 | 39 | 27 | +12  |
| 4    | USM Alger                | 53  | 34 | 14 | 11 | 9  | 47 | 33 | +14  |
| 5    | JSM Béjaïa               | 52  | 34 | 13 | 13 | 8  | 47 | 35 | +12  |
| 6    | USM El Harrach           | 52  | 34 | 13 | 13 | 8  | 46 | 33 | +13  |
| 7    | USM Annaba               | 49  | 34 | 12 | 13 | 9  | 40 | 35 | +5   |
| 8    | WA Tlemcen P             | 46  | 34 | 12 | 10 | 12 | 43 | 43 | 0    |
| 9    | CR Belouizdad            | 46  | 34 | 12 | 10 | 12 | 37 | 38 | -1   |
| 10   | CA Bordj Bou Arreridj -3 | 46  | 34 | 13 | 10 | 11 | 40 | 45 | -5   |
| 11   | AS Khroub                | 45  | 34 | 12 | 9  | 13 | 37 | 45 | -8   |
| 12   | USM Blida                | 43  | 34 | 11 | 10 | 13 | 30 | 33 | -3   |
| 13   | ASO Chlef                | 43  | 34 | 12 | 7  | 15 | 38 | 41 | -3   |
| 14   | MC El Eulma              | 43  | 34 | 11 | 10 | 13 | 33 | 36 | -3   |
| 15   | MC Oran P                | 41  | 34 | 10 | 11 | 13 | 33 | 42 | -9   |
| 16   | CA Batna P               | 37  | 34 | 10 | 7  | 17 | 27 | 40 | -13  |
| 17   | MSP Batna                | 24  | 34 | 5  | 9  | 20 | 23 | 54 | -31  |
| 18   | NA Hussein Dey           | 19  | 34 | 3  | 10 | 21 | 22 | 49 | -27  |

Résultat
- Qualifié pour la Ligue des champions de la CAF 2011
- Qualifié pour la Coupe de la confédération 2011

Relégation
- Relégation en Ligue 2 2010-2011

Abréviations
T : Tenant du titre

C : Vainqueur de la Coupe d'Algérie 2009-2010

P : Promus de Division 2 2008-2009

-3 : 3 points de pénalité

### Résultats
| Résultats (▼dom., ►ext.)                                   | ASK | ASOC | CAB | CABBA | CRB | ESS | JSK | JSMB | MCA | MCEE | MCO | MSPB | NAHD | USMA | USMAn | USMB | USMH | WAT |
| AS Khroub                                                  |     | 4-1  | 0-1 | 2-0   | 1-1 | 1-1 | 1-0 | 2-1  | 0-2 | 2-1  | 2-1 | 1-1  | 1-0  | 1-0  | 1-1   | 3-2  | 1-0  | 1-1 |
| ASO Chlef                                                  | 3-0 |      | 1-0 | 1-1   | 5-0 | 3-3 | 0-1 | 0-1  | 0-2 | 2-1  | 3-1 | 3-2  | 0-0  | 2-0  | 1-1   | 2-0  | 2-3  | 1-0 |
| CA Batna                                                   | 1-0 | 0-0  |     | 0-0   | 1-0 | 0-1 | 0-1 | 0-0  | 1-2 | 2-0  | 2-0 | 0-0  | 2-1  | 2-0  | 2-1   | 0-0  | 2-3  | 3-1 |
| CA Bordj Bou Arreridj                                      | 1-4 | 1-0  | 2-1 |       | 1-0 | 2-0 | 1-0 | 1-1  | 1-0 | 1-1  | 3-1 | 3-2  | 1-0  | 1-1  | 3-2   | 1-0  | 1-1  | 0-2 |
| CR Belouizdad                                              | 1-0 | 2-0  | 0-1 | 1-2   |     | 0-1 | 1-0 | 1-0  | 0-0 | 3-0  | 2-0 | 4-0  | 3-1  | 2-2  | 0-0   | 1-0  | 1-1  | 1-0 |
| ES Sétif                                                   | 4-1 | 1-1  | 2-1 | 2-0   | 1-1 |     | 2-0 | 1-0  | 2-1 | 0-0  | 3-2 | 4-1  | 3-0  | 2-2  | 1-0   | 2-1  | 1-1  | 0-1 |
| JS Kabylie                                                 | 3-0 | 1-0  | 3-1 | 2-0   | 2-1 | 1-1 |     | 1-1  | 0-0 | 1-0  | 0-0 | 2-1  | 2-0  | 2-2  | 4-0   | 3-1  | 1-0  | 3-1 |
| JSM Béjaïa                                                 | 3-2 | 0-1  | 5-1 | 2-1   | 1-1 | 2-2 | 1-0 |      | 1-1 | 1-1  | 2-0 | 0-0  | 2-1  | 1-0  | 2-2   | 2-3  | 2-2  | 4-2 |
| MC Alger                                                   | 1-1 | 1-0  | 2-1 | 3-1   | 4-2 | 1-1 | 1-0 | 1-1  |     | 3-1  | 4-1 | 4-0  | 2-0  | 0-0  | 4-0   | 1-0  | 2-1  | 1-0 |
| MC El Eulma                                                | 2-0 | 1-1  | 1-0 | 3-3   | 2-1 | 3-2 | 1-0 | 0-1  | 1-1 |      | 0-0 | 0-1  | 2-0  | 1-0  | 3-0   | 0-0  | 1-1  | 2-0 |
| MC Oran                                                    | 2-1 | 1-0  | 0-0 | 0-0   | 4-1 | 1-1 | 0-1 | 1-0  | 0-0 | 2-0  |     | 2-0  | 2-1  | 1-1  | 0-2   | 1-0  | 2-1  | 1-0 |
| MSP Batna                                                  | 1-0 | 2-3  | 1-0 | 0-1   | 1-1 | 0-1 | 1-0 | 0-3  | 1-1 | 0-1  | 1-0 |      | 1-1  | 0-1  | 0-1   | 0-2  | 0-0  | 1-1 |
| NA Hussein Dey                                             | 1-2 | 0-1  | 2-1 | 1-1   | 1-2 | 0-2 | 1-1 | 1-1  | 0-1 | 1-2  | 1-1 | 1-1  |      | 1-2  | 0-1   | 2-0  | 1-4  | 1-0 |
| USM Alger                                                  | 1-1 | 5-0  | 6-0 | 2-1   | 1-0 | 2-0 | 1-1 | 1-0  | 1-2 | 2-1  | 1-1 | 3-1  | 2-1  |      | 2-1   | 1-0  | 0-0  | 1-2 |
| USM Annaba                                                 | 0-0 | 1-0  | 1-0 | 3-3   | 3-0 | 0-0 | 3-0 | 3-1  | 2-0 | 1-1  | 0-0 | 3-0  | 1-1  | 1-0  |       | 1-2  | 1-1  | 4-2 |
| USM Blida                                                  | 1-0 | 2-0  | 1-0 | 1-0   | 0-0 | 1-2 | 1-1 | 0-2  | 1-1 | 2-0  | 2-1 | 1-0  | 0-0  | 2-1  | 0-0   |      | 1-1  | 1-1 |
| USM El Harrach                                             | 5-0 | 1-0  | 1-1 | 3-2   | 0-0 | 0-1 | 2-1 | 1-2  | 0-0 | 1-0  | 5-2 | 3-1  | 0-0  | 0-1  | 1-0   | 2-1  |      | 1-0 |
| WA Tlemcen                                                 | 1-1 | 2-1  | 2-0 | 3-1   | 2-3 | 2-1 | 1-1 | 1-1  | 2-1 | 1-0  | 2-2 | 3-2  | 2-0  | 2-2  | 0-0   | 1-1  | 2-0  |     |
| - Victoire à domicile - Match nul - Victoire à l'extérieur |     |      |     |       |     |     |     |      |     |      |     |      |      |      |       |      |      |     |

## Meilleurs buteurs
| Rang | Joueur            | Club                  | Buts |
| ---- | ----------------- | --------------------- | ---- |
| 1    | Hadj Bouguèche    | MC Alger              | 17   |
| 2    | Sofiane Hanitser  | USM El Harrach        | 16   |
| 3    | Yannick N'Djeng   | JSM Béjaïa            | 14   |
| 3    | Cheikh Hamidi     | USM Alger             | 14   |
| 5    | Mohamed Messaoud  | ASO Chlef             | 13   |
| 6    | Samir Bentayeb    | CA Bordj Bou Arreridj | 12   |
| 6    | Youcef Ghazali    | WA Tlemcen            | 12   |
| 6    | Hillel Soudani    | ASO Chlef             | 12   |
| 9    | Mokhtar Benmoussa | WA Tlemcen            | 11   |
| 9    | Nabil Hemani      | ES Sétif              | 11   |